# Square de la Place-de-la-Réunion
Le square de la Place-de-la-Réunion est un square du 20e arrondissement de Paris.

## Situation et accès
Le site est accessible par le 64, place de la Réunion.
Il est desservi par la ligne 9 à la station Buzenval.

## Caractéristiques
Le square est composé de deux ensembles séparés par la rue Vitruve piétonnisée à cet endroit : la partie jardin et une aire de jeux.

## Origine du nom
Il tient son nom de sa proximité avec la place éponyme.

## Historique
Le square était situé autrefois sur le terre-plein central de la place de la Réunion et le marché était situé sur les côtés, constitué des deux parcelles séparées par la rue Vitruve. À la fin des années 2000, il a été choisi de permuter l'emplacement du jardin et celui du marché. À cette occasion, la rue Vitruve a été partiellement piétonnisée.